# Baltasar Kormákur
Baltasar Kormákur Baltasarsson (Reykjavik, 27 februari 1966) is een IJslandse filmregisseur, producent, scenarioschrijver en voormalig acteur.
Baltasar volgde een opleiding podiumkunsten aan de kunstacademie van IJsland. Zijn grote internationale doorbraak als regisseur was in 2000 met de film 101 Reykjavík. Hij is oprichter van het filmproductiebedrijf RVK Studios. In 2007 won hij met de film Mýrin een Kristallen Bol op het Internationaal filmfestival van Karlsbad.

## Filmografie
Als regisseur
| Jaar | Titel                   | Opmerkingen                                    |
| ---- | ----------------------- | ---------------------------------------------- |
| 1996 | Áfram Latibær!          |                                                |
| 2000 | 101 Reykjavík           | ook scenarist, producent en acteur             |
| 2002 | Hafið                   | ook scenarist en producent                     |
| 2005 | A Little Trip to Heaven | ook scenarist en producent                     |
| 2006 | Mýrin                   | ook scenarist en producent                     |
| 2008 | Brúðguminn              | ook scenarist en producent                     |
| 2010 | Inhale                  |                                                |
| 2012 | Contraband              | ook producent (remake van Reykjavík-Rotterdam) |
| 2012 | Djúpið                  | ook scenarist en producent                     |
| 2013 | 2 Guns                  |                                                |
| 2015 | Everest                 | ook producent                                  |
| 2016 | Eiðurinn                | ook scenarist, producent en acteur             |
| 2018 | Adrift                  | ook producent                                  |
| 2022 | Beast                   | ook producent                                  |
| 2024 | Touch                   | ook scenarist en producent                     |

Alleen producent
| Jaar | Titel               | Opmerkingen |
| ---- | ------------------- | ----------- |
| 2003 | Stormy Weather      | ook acteur  |
| 2004 | Dís                 |             |
| 2008 | Reykjavík-Rotterdam | ook acteur  |
| 2010 | Sumarlandið         |             |
| 2015 | Fúsi                |             |
| 2018 | Vargur              |             |
| 2022 | Against the Ice     |             |

Alleen acteur
| Jaar | Titel                        | Opmerkingen |
| ---- | ---------------------------- | ----------- |
| 1992 | Veggfóður: Erótísk ástarsaga |             |
| 1995 | Agnes                        |             |
| 1996 | Draumadísir                  |             |
| 1996 | Djöflaeyjan                  |             |
| 1999 | Split                        |             |
| 2000 | Englar alheimsins            |             |
| 2001 | No Such Thing                |             |
| 2001 | Minä ja Morrison             |             |
| 2001 | Regína                       |             |

## Televisiewerk
Als regisseur
| Jaar      | Titel                     | Opmerkingen                          |
| --------- | ------------------------- | ------------------------------------ |
| 2015-2021 | Trapped (IJslands: Ófærð) | ook scenarist (verhaal) en producent |
| 2021      | Katla                     | ook scenarist (verhaal) en producent |

Alleen producent
| Jaar | Titel          | Opmerkingen |
| ---- | -------------- | ----------- |
| 2016 | Borgarstjórinn |             |